# スノースキン月餅

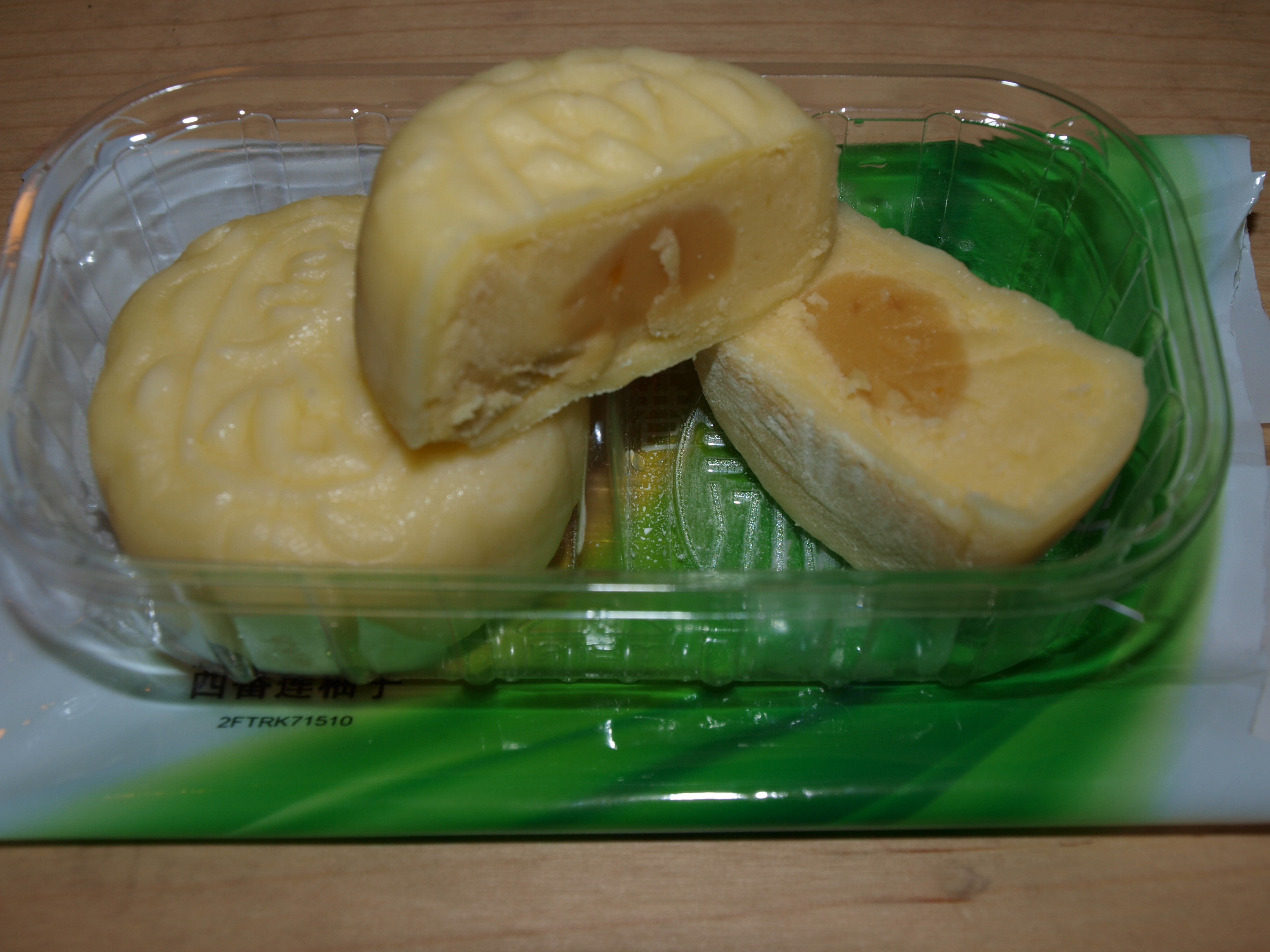
スノースキン月餅

スノースキン月餅（スノースキンげっぺい、英語：snow skin mooncake）または冰皮月餅（広東語：ベンペイユッベン）は、香港の大班ベーカリーが初めて1989年に発売した新しいタイプの月餅である。

## 概要
この月餅は外が米粉と穀粉で作られ、中の餡の材料がハスの実または果物で作られる。中秋節辺りに発売されている。
油を使わないので、一般的な月餅より健康に役立つという。伝統な月餅と違い、冷やして食べる必要がある。